# Ollei
Ollei (auch: Chollei) ist ein kleiner Ort mit wenigen Einwohnern im Gebiet des administrativen Staates Ngarchelong (d. h. ein Verwaltungsgebiet) der westpazifischen Inselrepublik Palau. Er ist der nördlichste Ort der Hauptinsel Babelthuap.

## Geographie
Der Ort liegt auf der Landzunge von Ngarchelong, kurz nach der Nordspitze an der Westküste. Der Hügel Bkulaibelau (35 m) ragt nach Westen ins Meer und bildet eine kleine Bucht, in der der Ort liegt. Der Ort verfügt über einen Yachthafen (Chollei Docks) und eine Sehenswürdigkeit ist der Tet El Bad Stone Coffin (Tet El Bad Sarkophag) aus Andesit, der als Fundament für das örtliche Meeting House dient. Es gibt im Ort eine Grundschule und nach Norden gibt es einen Zugang zum Japanischen Leuchtturm aus dem Zweiten Weltkrieg auf dem Hügel Cheleos (⊙, 120 m).